# Гаркорт, Фридрих Вильгельм
Фридрих Вильгельм Гаркорт (нем. Friedrich Wilhelm Harkort; 22 февраля 1793, Вестербауэр, ныне в черте Хагена — 6 марта 1880, Хомбрух, ныне в черте Дортмунда) — немецкий политический и промышленный деятель.

## Биография
Фридрих Гаркорт родился 22 февраля 1793 года в Вестербауэре.
Познакомившись на основанных им заводах с экономическим значением паровой силы, вёл энергичную пропаганду в пользу постройки железных дорог и речного пароходства в Германии. Устроил сберегательную и пенсионную кассы для своих рабочих. В 1826 году Гаркорт построил в Эльберфельде первую в мире подвесную железную дорогу. 
В 1848 году он был выбран в прусскую палату депутатов, потом членом северогерманского и имперского сеймов; сначала был одним из лидеров левого центра, потом примкнул к прогрессистской партии. 
Фридрих Вильгельм Гаркорт умер 6 марта 1880 года в Хомбрухе.
Написал: «Bürger— u. Bauernbrief», «Zweiter Bürger— u. Bauernbrief», «Wahlkathechismus pro 1852 für das deutsche Volk» и несколько монографий по экономическим вопросам.
В честь Гаркорта названо одно из водохранилищ на Руре — Харкортзе.